# Eddy Stutterheim
Edward (Eddy) Stutterheim (Amsterdam, 11 augustus 1908 – Opio, 13 april 1977) was een Nederlands zeiler.
Stutterheim nam met Bob Maas deel aan de Olympische Zomerspelen in 1948 en 1952 in de star-klasse. In 1948 won het duo een bronzen medaille. 